# Mirko Vučinić
Mirko Vučinic (pronúncia montenegrina  [vutʃinitɕ]  pronúncia aproximada [vutchinitch] (Nikšić, 1 de outubro de 1983) é um ex-futebolista montenegrino que atuava como atacante.
Vučinic fez maior parte da carreira na Itália, quando chegou em 2002 para jogar pelo Lecce. Pela Roma e Juventus, conquistou os títulos de sua carreira e virou principal jogador de seu país. 
Na sua primeira temporada no futebol dos Emirados, sagrou-se artilheiro do campeonato nacional com 25 gols em 23 partidas. 
Chegou a ser convocado para a Copa do Mundo FIFA de 2006 pela extinta seleção da Sérvia e Montenegro. Era um dos dois únicos nativos de Montenegro no elenco, ao lado do goleiro Dragoslav Jevrić (que, a despeito disso, considera-se sérvio). Vučinic, contudo, lesionou-se em compromisso com a seleção servo-montenegrina sub-21 antes do mundial e precisou ser cortado antes da Copa.

## Títulos
Roma
- Coppa Italia: 2007-08
- Supercopa da Itália: 2007, 2008

Juventus
- Campeonato Italiano: 2011-12, 2012-13, 2013-14
- Supercopa da Itália: 2012, 2013